# Ryan Kesler
Ryan James Kesler, född 31 augusti 1984 i Livonia, Michigan, är en amerikansk professionell ishockeyspelare som är kontrakterad till Vegas Golden Knights men är långtidsskadad fram tills hans kontrakt går ut efter säsongen 2021-22.
Han har tidigare spelat på NHL-nivå för Anaheim Ducks och Vancouver Canucks och på lägre nivåer för Manitoba Moose i American Hockey League (AHL) och Ohio State Buckeyes (Ohio State University) i National Collegiate Athletic Association (NCAA).
Han valdes av Vancouver Canucks i första rundan i 2003 års NHL-draft som 23:e spelare totalt.
Den 27 juni 2014 valde Canucks att skicka iväg Kesler till Anaheim Ducks i utbyte mot Nick Bonino och Luca Sbisa.

## Spelstil
Keslers starkaste sida som spelare är hans defensiva skickligheter och hans förmåga att neutralisera motståndarlagets offensiva toppspelare. Han var en av tre finalister till Frank J. Selke Trophy, som tilldelas ligans bäste defensive forward, säsongerna 2008–09 och 2009–10 innan han vann densamma säsongen 2010–11. Säsongen 2010-11 fick Kesler mer speltid i powerplay med bröderna Daniel och Henrik Sedin vilket hade stor inverkan på hans målproduktion. Offensivt litar Kesler framförallt på sin snabbhet och sitt vassa handledsskott.

## Statistik
| 1999–00    | Detroit Honeybaked  | MWEHL      | 72  | 44  | 73  | 117 | —   | —  | —  | —  | —  | —  |
| 2000–01    | Team USA            | U-18       | 26  | 8   | 20  | 28  | 24  | —  | —  | —  | —  | —  |
| 2000–01    | Team USA            | NAHL       | 56  | 7   | 21  | 28  | 40  | —  | —  | —  | —  | —  |
| 2001–02    | Team USA            | U-18       | 46  | 11  | 33  | 44  | 23  | —  | —  | —  | —  | —  |
| 2001–02    | Team USA            | USHL       | 13  | 5   | 5   | 10  | 10  | —  | —  | —  | —  | —  |
| 2001–02    | NTDP                | NAHL       | 10  | 5   | 6   | 11  | 4   | —  | —  | —  | —  | —  |
| 2002–03    | Ohio State Buckeyes | NCAA       | 40  | 11  | 20  | 31  | 44  | —  | —  | —  | —  | —  |
| 2003–04    | Manitoba Moose      | AHL        | 33  | 3   | 8   | 11  | 29  | —  | —  | —  | —  | —  |
| 2003–04    | Vancouver Canucks   | NHL        | 28  | 2   | 3   | 5   | 16  | —  | —  | —  | —  | —  |
| 2004–05    | Manitoba Moose      | AHL        | 78  | 30  | 27  | 57  | 105 | 14 | 4  | 5  | 9  | 8  |
| 2005–06    | Vancouver Canucks   | NHL        | 82  | 10  | 13  | 23  | 79  | —  | —  | —  | —  | —  |
| 2006–07    | Vancouver Canucks   | NHL        | 48  | 6   | 10  | 16  | 40  | 1  | 0  | 0  | 0  | 0  |
| 2007–08    | Vancouver Canucks   | NHL        | 80  | 21  | 16  | 37  | 79  | —  | —  | —  | —  | —  |
| 2008–09    | Vancouver Canucks   | NHL        | 82  | 26  | 33  | 59  | 61  | 10 | 2  | 2  | 4  | 14 |
| 2009–10    | Vancouver Canucks   | NHL        | 82  | 25  | 50  | 75  | 104 | 12 | 1  | 9  | 10 | 4  |
| 2010–11    | Vancouver Canucks   | NHL        | 82  | 41  | 32  | 73  | 66  | 25 | 7  | 12 | 19 | 47 |
| 2011–12    | Vancouver Canucks   | NHL        | 77  | 22  | 27  | 49  | 56  | 5  | 0  | 3  | 3  | 6  |
| 2012–13    | Vancouver Canucks   | NHL        | 17  | 4   | 9   | 13  | 12  | 4  | 2  | 0  | 2  | 0  |
| 2013–14    | Vancouver Canucks   | NHL        | 77  | 25  | 18  | 43  | 81  | —  | —  | —  | —  | —  |
| 2014–15    | Anaheim Ducks       | NHL        | 81  | 20  | 27  | 47  | 75  | 16 | 7  | 6  | 13 | 24 |
| 2015–16    | Anaheim Ducks       | NHL        | 79  | 21  | 32  | 53  | 78  | 7  | 4  | 0  | 4  | 0  |
| NHL totalt | NHL totalt          | NHL totalt | 815 | 223 | 270 | 493 | 747 | 80 | 23 | 32 | 55 | 95 |

### Internationellt
| År            | Lag           | Turnering     |    | Matcher | Mål | Assists | Poäng | Utv. |
| ------------- | ------------- | ------------- | -- | ------- | --- | ------- | ----- | ---- |
| 2002          | USA           | U18 VM        | 8  | 2       | 5   | 7       | 4     |      |
| 2003          | USA           | JVM           | 7  | 3       | 4   | 7       | 6     |      |
| 2004          | USA           | JVM           | 6  | 3       | 0   | 3       | 6     |      |
| 2006          | USA           | VM            | 7  | 0       | 1   | 1       | 0     |      |
| 2010          | USA           | OS            | 6  | 2       | 0   | 2       | 2     |      |
| 2014          | USA           | OS            | 6  | 1       | 3   | 4       | 0     |      |
| Junior totalt | Junior totalt | Junior totalt | 21 | 8       | 9   | 17      | 16    |      |
| Senior totalt | Senior totalt | Senior totalt | 19 | 3       | 4   | 7       | 2     |      |